# Цю Цзянь
Цю Цзянь (кит. 邱健; род. 25 июня 1975, Цинцзян, Цзянсу) — китайский стрелок, член национальной сборной Китая с 2001 года. Олимпийский чемпион 2008 года. Специализируется в стрельбе из винтовки.